# Võhma
Võhma é uma cidade estoniana localizada na região de Viljandimaa.